# Otto Springborn
Johann Wilhelm Otto Springborn, Rufname Otto (* 26. Juni 1890 in Berlin; † 31. Juli 1944 im Zuchthaus Brandenburg) war ein deutscher Schlosser bzw. Metallschleifer und von den Nationalsozialisten ermordeter Widerstandskämpfer gegen den Nationalsozialismus.

## Leben

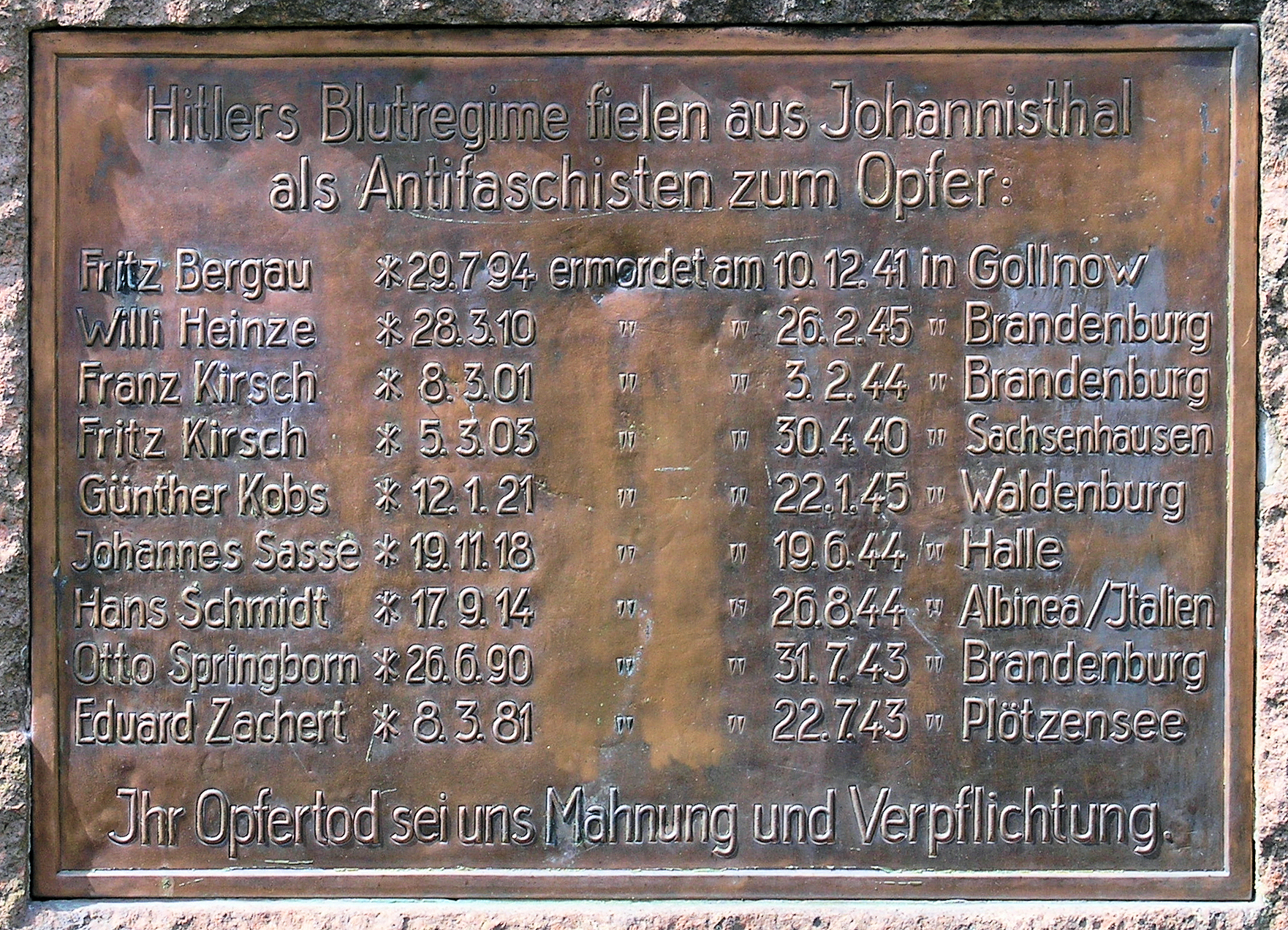
Gedenktafel, Albineaplatz, Berlin-Johannisthal

Springborn wurde als Kind des Berliner, ursprünglich aus Zierke in Mecklenburg stammenden Maurers Johann Karl Friedrich Springborn und dessen Frau, der Köchin Marie Karoline, geb. Krüger, in der Cuvrystraße 55 geboren. Er war Mitglied des Spartakusbundes. Nach seiner Verwundung im Ersten Weltkrieg verweigerte Springborn den weiteren Wehrdienst. Zwei Jahre lang lebte er danach während des Krieges illegal in Berlin. Zwar wurde er noch während des Krieges inhaftiert, kam aber im Laufe der Novemberrevolution frei. Nach dem Krieg, im Jahr 1919, wurde er Mitglied der SPD. Jedoch trat er sieben Jahre später, im Jahr 1926, der KPD unter Ernst Thälmann bei.
Nachdem er seit dem Jahr 1933 in der Illegalität gelebt hatte, wurde er im Jahr 1934 wegen Agitation gegen das nationalsozialistische Regime zu einer halbjährigen Gefängnisstrafe verurteilt. Springborn hatte sich an der Herstellung antifaschistischer Flugblätter beteiligt. Nach seiner Haftentlassung war er mehrere Jahre arbeitslos. Während der ersten Jahre des Zweiten Weltkriegs wurde er zum Straßenbau im ehemaligen Reichsland Elsaß-Lothringen, das im Krieg vom Deutschen Reich annektiert wurde, dienstverpflichtet. Jedoch wurde er am 12. Juni 1944 erneut verhaftet, da er unter seinen Arbeitskollegen antifaschistisch agitiert habe, und wurde wegen „Wehrkraftzersetzung“ zum Tode verurteilt.
Zunächst wurde er in den Gefängnissen Mülhausen und Berlin-Moabit interniert. Ebenfalls wird er als Häftling auf einer Abgangsliste des KZ Sachsenhausen genannt. Danach wurde er nach Brandenburg an der Havel gebracht. Am 31. Juli 1944 wurde das Todesurteil im Zuchthaus Brandenburg vollstreckt. Springborns letzter Wohnort war Berlin-Johannisthal.

## Würdigungen
- Seit dem 31. Mai 1963 gibt es die nach ihm benannte Springbornstraße in Berlin-Johannisthal.[3]
- An der Straße Sterndamm gibt es eine Gedenktafel mit dem Titel „Hitlers Blutregime fielen aus Johannisthal als Antifaschisten zum Opfer“. Dort ist auch Springborn aufgeführt.[2]